# 대한민국-필리핀 관계
대한민국과 필리핀은 일본과 미국이 체결한 가쓰라-태프트 밀약의 피식민지 국가로서 반식민지운동을 전개하였다는 공통점이 있으며 1949년 3월 3일에 정식 외교관계를 맺었다. 한국 전쟁 때 필리핀은 유엔군의 일원으로 참전(1950년 9월)하였다. 1954년 1월과 11월에 마닐라와 서울에 각각 공사관이 설치되었고, 1958년 2월에는 양국은 기존 공사관을 대사관으로 승격시켰다. 필리핀은 동남아 10개국 중 한국 정부를 적극적으로 지지해온 전통적인 우방국가이다.
필리핀은 대한민국의 IAEA 이사국 피선(1987년 9월), WTO 서태평양 사무총장 피선(1988년 9월), 남북한의 동시 유엔 가입(46차 유엔 총회), 1996년도 유엔 안전보장이사회 진출 등을 적극적으로 지지, 협력하였다. 황장엽 전 북한 노동당 비서의 망명 사건 과정에서도 필리핀 정부의 적극적인 협조가 있었다. :366 마닐라에 대사관(주 팔라우 대사관 겸임)이 개설되어 있다. 한편 필리핀도 서울에 주한 대사관을 설치하였다.
대한민국의 대(對)필리핀 수출은 96억5907만USD, 필리핀의 대(對)대한민국 수출은 38억9374만USD(각 2021년 12월)에 달하여, 필리핀은 대한민국에 있어서 제14위의 수출국이자 제27위의 수입국이다. 모두 33,032명(재외국민 33,010명, 시민권자 22명)의 조선족들이 필리핀에 거주(2020년 12월 기준)하고 있다.
필리핀 마닐라 출신으로 대한민국에 이주하고 시민권을 취득하고 방송인 겸 배우로 활동하였던 이자스민(李자스민, 영어: Jasmine B. Lee)은 새누리당 소속 19대 비례대표 국회의원으로 선출되었다.

## 정무
1949년 1월 27일, 변영태가 주필리핀 특사에 임명되어 일본 도쿄를 거쳐 마닐라로 부임하였다.
박정희 대통령의 1966년 10월 필리핀 방문 이래 많은 양국 지도자들의 교차 방문이 이루어져 왔다. 1993년 5월에 피델 라모스 대통령이 공식 방한하였고, 이듬해인 1994년 11월에 김영삼 대통령이 답방하였다. 이때의 양국 정상회담에서 필리핀 통신사업과 대형 건설사업에 한국 기업이 적극 참여하도록 배려한다는 약속을 하는 등 기존의 대한 우호정책을 재확인하였다. 또한 제4차 APEC 정상회담(1996년 11월)을 주최한 필리핀은 한국과 호주 및 필리핀 등 3국 간 기업인을 대상으로 무비자 입국을 허용하는 비즈니스 카드(official business card)를 발급하기로 합의하였다. :367 1999년 6월 조지프 에스트라다 대통령이 국빈 방한하고, 김대중 대통령이 같은 해 11월 아세안+3(한중일) 정상회담 참석 차 필리핀을 국빈방문하였다. 양국 지도자는 상호방문을 통하여 자유민주주의와 시장경제 분리를 바탕으로 경제 · 통상 · 건설 · 군수 및 방위산업 분야와 국제외교무대에서의 협력을 강화하기로 합의하였다. 글로리아 마카파갈 아로요 대통령도 노무현 대통령의 초청으로 2003년 6월 한국을 국빈방문하여, 북한 핵문제를 국제사회가 평화적으로 해결해 나가는데 양국이 적극적으로 공조를 펼치기로 합의하였다. :367
| 대수     | 이 름          | 임기                     | 비고                                                             |
| -------- | -------------- | ------------------------ | ---------------------------------------------------------------- |
| 1대 공사 | 김영기(金永琦) | 1953년 11월 ~ 1957년 7월 | 1954년 1월 19일 공사관 개설                                      |
| 2대      | 김훈(金勳)     | 1957. 7 ~ 1958. 2        |                                                                  |
| 1대 대사 | 김훈(金勳)     | 1958. 2 ~ 1960.11        | 1958. 2. 1 대사관 승격                                           |
| 2        | 신동기(申東起) | 1960.12 ~ 1961. 6        |                                                                  |
| 3        | 이형근(李亨根) | 1961. 6 ~ 1962. 8        |                                                                  |
| 4        | 김용식(金溶植) | 1962. 8 ~ 1963. 3        | 전(前) 주제네바 공사. 1963년 3월 외무부장관에 임명됨             |
| 5        | 유양수(柳陽洙) | 1963.11 ~ 1967. 9        |                                                                  |
| 6        | 윤석헌(尹錫憲) | 1967.11 ~ 1969.12        |                                                                  |
| 7        | 김세련(金世鍊) | 1969.12 ~ 1973. 6        | 전(前) 금융통화운영위원회 위원. 1973년에 제9대 국회의원에 선출됨 |
| 8        | 장지량(張志良) | 1973. 6 ~ 1976. 5        |                                                                  |
| 9        | 강영규(姜永奎) | 1976. 5 ~ 1980. 4        |                                                                  |
| 10       | 송광정(宋光楨) | 1980. 4 ~ 1981. 9        |                                                                  |
| 11       | 이남기(李楠基) | 1981. 9 ~ 1984. 4        |                                                                  |
| 12       | 김창훈(金昌勳) | 1984. 4 ~ 1987. 3        |                                                                  |
| 13       | 안재석(安在碩) | 1987. 3 ~ 1989. 2        |                                                                  |
| 14       | 노정기(盧正基) | 1989. 2 ~ 1992.12        |                                                                  |
| 15       | 이창수(李昌洙) | 1992.12 ~ 1994.12        |                                                                  |
| 16       | 이장춘(李長春) | 1995. 2 ~ 1997.10        |                                                                  |
| 17       | 박동순(朴東淳) | 1997.10 ~ 1999. 2        |                                                                  |
| 18       | 신성오(辛成梧) | 1999. 2 ~ 2001. 8        |                                                                  |
| 19       | 손상하(孫相賀) | 2001. 8 ~ 2004. 3        |                                                                  |
| 20       | 유명환(柳明桓) | 2004. 3 ~ 2005. 7        | 전(前) 주이스라엘 대사. 2005년 7월에 외교통상부 제2차관에 임명됨 |
| 21       | 홍종기(洪宗崎) | 2005.10 ~ 2008. 9        |                                                                  |
| 22       | 최중경(崔重卿) | 2008. 9 ~ 2010. 4        | 전(前) 기획재정부 제1차관. 청와대 경제수석에 임명됨              |
| 23       | 이혜민         | 2010. 7 ~ 2012. 9        |                                                                  |
| 24       | 이혁           | 2012. 9 ~ 2015. 4        |                                                                  |
| 25       | 김재신         | 2015. 4 ~ 2018. 1        |                                                                  |
| 26       | 한동만         | 2018. 1 ~                |                                                                  |

## 경제
| 서울/인천 \|\| align=center\|ICN \|\| align=center\|RKSI \|\| 인천 | ○대한항공(2개) : 마닐라, 세부 ○아시아나항공(3개): 마닐라, 클라크, 세부 ○제주항공(1개):마닐라 ○진에어(2개): 클라크, 세부 |

## 사회
영어 연수를 필요로 하는 한국인들 중, 물가가 상대적으로 비싼 미국, 영국을 대신하여 영어를 사용하는 필리핀으로 연수를 떠나는 사람들이 많다. 그런데, 한편 영어 어학 연수로 필리핀에 건너간 한국인 유학생 등이 필리핀 여성에게 불법매춘과 변태적인 성행위, 폭력을 행사하고, 낳은 아이(→ 코피노)를 유기한 채 한국에 돌아오는 등, 사회문제가 되어 필리핀의 반한 감정을 불러일으키고 있다.

## 군사
한국 전쟁 당시 필리핀은 필리핀 한국 원정군을 편성하여 대한민국으로 파병하여 UN군의 일원으로 대한민국의 동맹국으로 참전하였다. 오늘날 필리핀은 유엔군사령부 회원국이기도 하다. 21세기로 진입하면서 대한민국-필리핀 군사 교류 관계는 변화하여 대한민국은 퇴역무기인 노스럽 F-5 프리덤 파이터, 참수리급 고속정 등을 필리핀에 제공하였고 필리핀 공군은 대한민국이 개발한 KAI FA-50 경공격기를 바탕으로 자체사양에 맞춘 FA-50PH를 도입하였다. 참고로 두 국가는 상호군수협정 및 군사정보공유협정을 맺은 사이이다.최근에는 K2C1소총, 포함급 공여, 호위함 수주 등을 통해 두 나라의 군사적 관계는 더욱 가까워지고 있다.

## 같이 보기
- 필리핀 한국 원정군
- 재필리핀 한국인
- 가쓰라-태프트 밀약
- 다카히라-루트 협정